# Étude d'exécution transcendante no 12
Chasse-neige
Pour un article plus général, voir Douze études d'exécution transcendante.

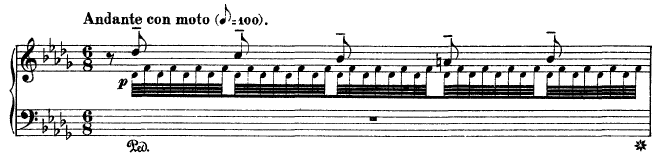
La première mesure de l'Étude d'exécution transcendante no 12.

L'Étude d'exécution transcendante no 12 en si bémol mineur est une étude pour piano écrite par le compositeur Franz Liszt. Elle porte le titre programmatique Chasse-neige, et est la 12e et dernière des Études d'exécution transcendante. Cette étude est en grande partie composée de trémolos mais contient d'autres difficultés comme des sauts larges ou des gammes chromatiques rapides, et nécessite un toucher très doux au début. La pièce se réserve progressivement jusqu'à un point culminant puissant. C'est l'une des études transcendantales les plus difficiles, classée 9 sur 9 par l'éditeur G. Henle Verlag - l'une des six de la série à recevoir le classement de difficulté le plus élevé possible.
Ferruccio Busoni a déclaré que l'étude était « l'exemple le plus noble, peut-être, parmi toutes les musiques de nature poétique ». Il a décrit l'œuvre comme « une chute de neige sublime et régulière qui enterre progressivement le paysage et les gens »,.